# Parasigmoidella marginalis
Parasigmoidella marginalis är en kackerlacksart som beskrevs av Hanitsch 1930. Parasigmoidella marginalis ingår i släktet Parasigmoidella och familjen småkackerlackor. Inga underarter finns listade i Catalogue of Life.